# 뉴욕 타임스 빌딩
뉴욕 타임스 빌딩(영어: The New York Times Building)은 뉴욕 맨하탄 미드타운 맨해튼에 있는 고층 빌딩으로, 2007년 완성되었다. 높이는 319m, 59층으로 되어있다. 뉴욕에서 1WTC, 엠파이어 스테이트 빌딩, BOA 타워 다음으로 높으며, 공인된 높이는 319m로 크라이슬러 빌딩과 높이가 같다. 뉴욕 타임스 타워라고도 하며, 약칭은 NYT 빌딩이다.
건물 소유자는 뉴욕 타임스를 발행하는 뉴욕 타임스 컴퍼니와 포레스트 시티 엔터프라이즈이며, 렌조 피아노가 디자인을 맡았다.

## 프로젝트 착수
이 프로젝트는 2001년 12월 13일 처음으로 고안되었다. 뉴욕 맨해튼의 8번 애비뉴의 동쪽 가장자리에 지상 52층짜리 뉴욕 타임스의 오피스 타워를 건설하는 구상이었는데, 이에 따라 2003년 착공하였다.

## 건물 높이
NYT 빌딩은 지상 319m의 높이로, 뉴욕에서는 1WTC, 엠파이어 스테이트 빌딩, BOA 타워 다음으로 높으며, 77층짜리 크라이슬러 빌딩과 높이가 동일하다.
그러나 높이 319m 중 약 100m 가량은 첨탑의 높이로 실제 꼭대기 높이는 228m밖에 되지 않는다.

## 갤러리

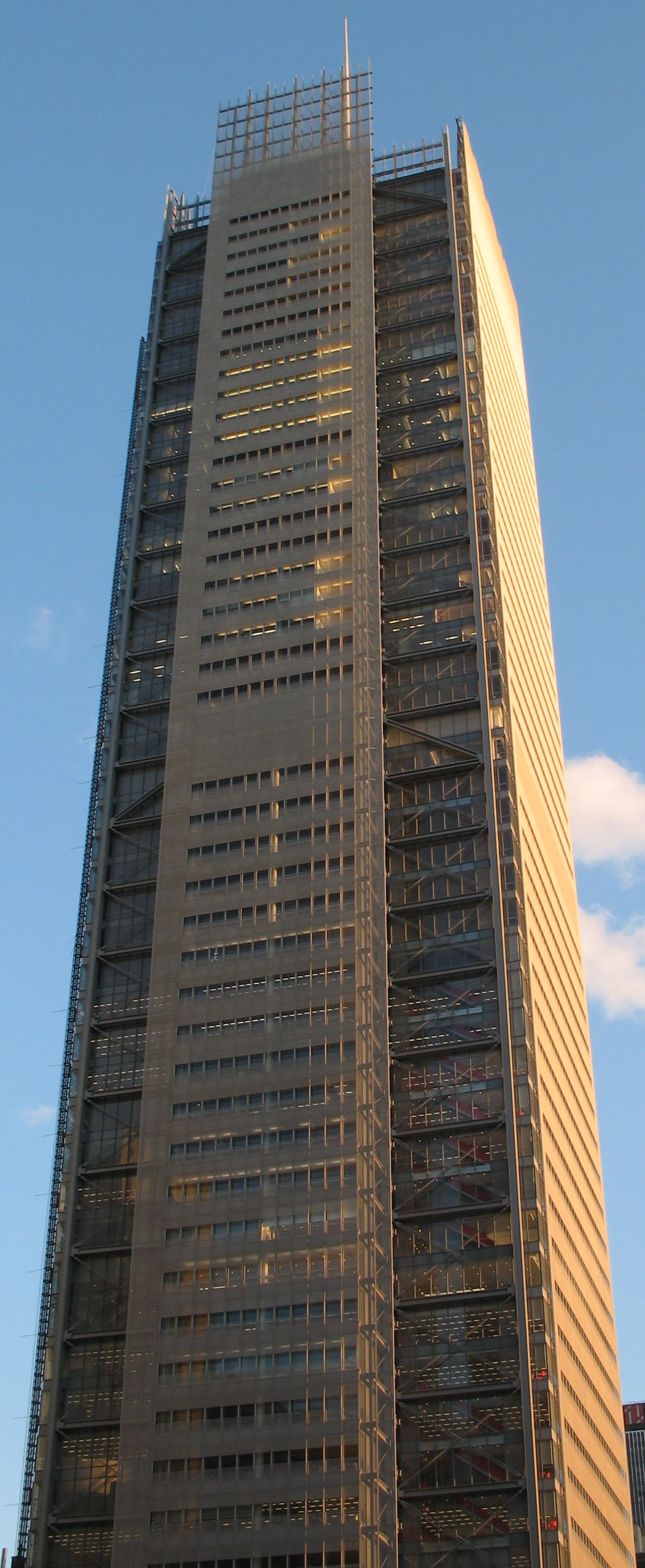
오후의 NYT 빌딩
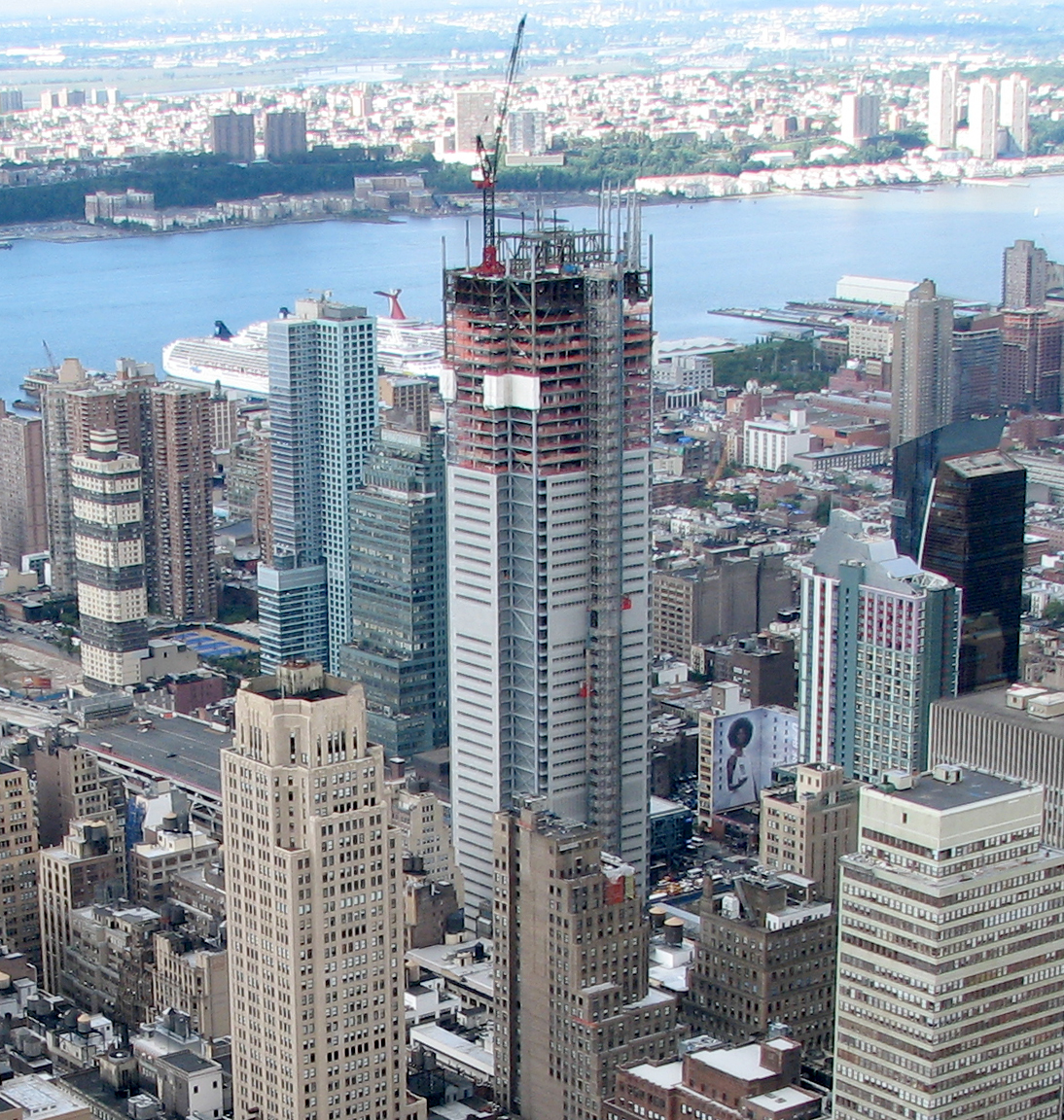
2006년 9월 건설중인 NYT 빌딩
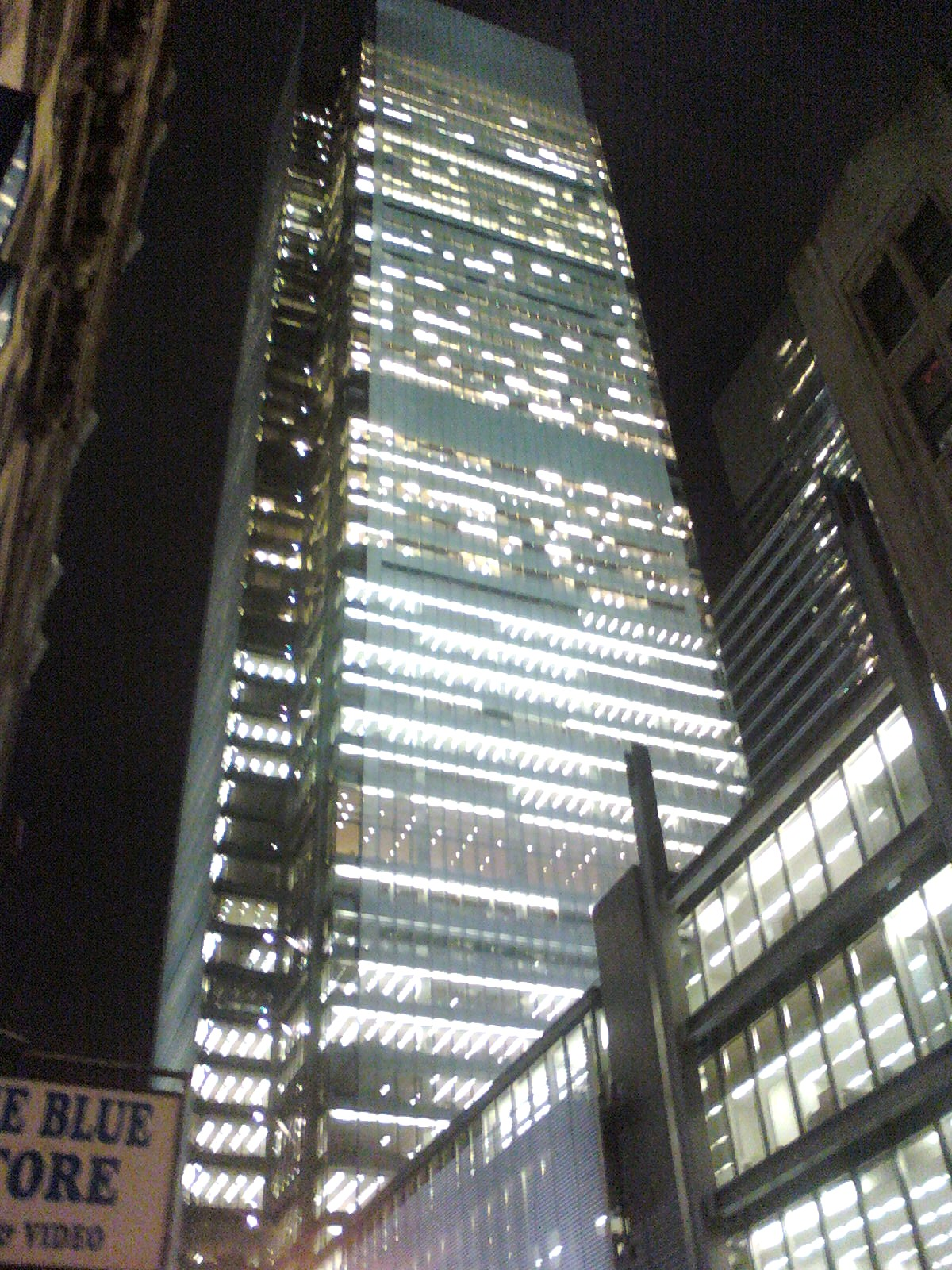
NYT 빌딩의 야경

## 같이 보기
- 뉴욕 타임스
- 마천루 목록